# Alan Curbishley

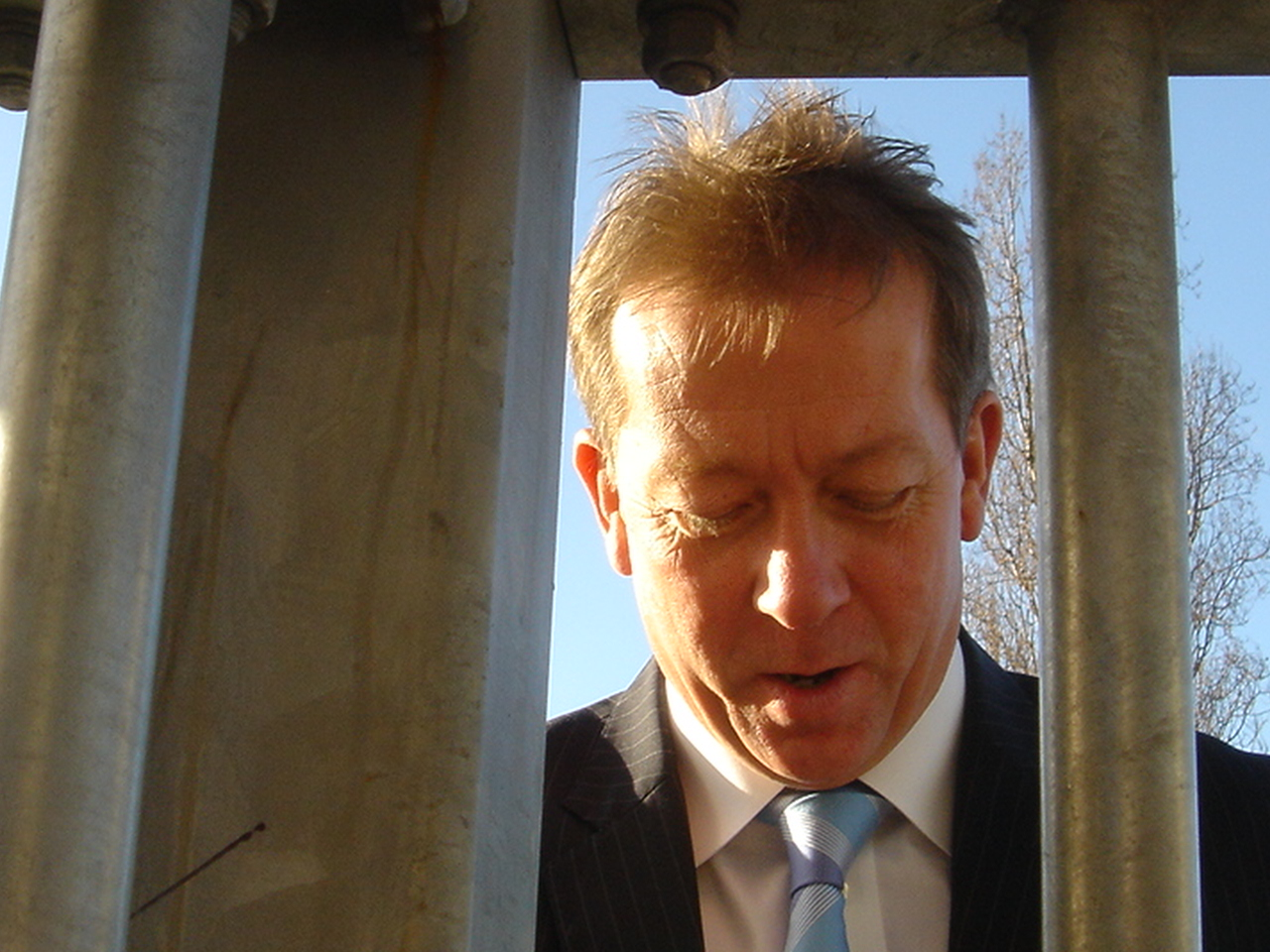
Alan Curbishley (2007)

Llewellyn Charles ("Alan") Curbishley (Forest Gate, 8 november 1959) is een voormalig Engels voetballer. Na zijn spelerscarrière werd hij voetbaltrainer.

## Spelerscarrière
- 1975-1979 West Ham United FC
- 1979-1983 Birmingham City FC
- 1983-1984 Aston Villa FC
- 1984-1987 Charlton Athletic FC
- 1987-1990 Brighton & Hove Albion FC
- 1990-1993 Charlton Athletic FC

## Trainerscarrière
- 1987-1990 Brighton & Hove Albion FC (assistent-trainer)
- 07/1991-06/2006 Charlton Athletic FC
- 12/2006-09/2008 West Ham United FC
- 12/2013-heden Fulham FC --- (samen met Rene Meulensteen)